# Yuma Kagiyama
Yuma Kagiyama (jap. 鍵山優真 Kagiyama Yuma; ur. 5 maja 2003 w Karuizawa) – japoński łyżwiarz figurowy, startujący w konkurencji solistów. Wicemistrz i brązowy medalista olimpijski z Pekinu (2022), trzykrotny wicemistrz świata (2021, 2022, 2024), brązowy medalista mistrzostw świata (2025), mistrzostw czterech kontynentów (2020), oraz finału Grand Prix (2023), wicemistrz świata juniorów (2020), złoty medalista zimowych igrzysk olimpijskich młodzieży (2020), mistrz Japonii (2024).

## Życie prywatne
Jego ojciec i trener Masakazu Kagiyama to były łyżwiarz figurowy występujący w konkurencji solistów, dwukrotny uczestnik igrzysk olimpijskich (1992, 1994), brązowy medalista mistrzostw świata juniorów (1989) oraz trzykrotny mistrz Japonii (1991-1993).

## Osiągnięcia
| Zawody                                | 12–13          | 13–14          | 14–15          | 15–16          | 16–17          | 17–18          | 18–19          | 19–20          | 20–21          | 21–22          | 22–23          | 23–24          | 24–25          |                |                |                |                |                |
| Międzynarodowe                        | Międzynarodowe | Międzynarodowe | Międzynarodowe | Międzynarodowe | Międzynarodowe | Międzynarodowe | Międzynarodowe | Międzynarodowe | Międzynarodowe | Międzynarodowe | Międzynarodowe | Międzynarodowe | Międzynarodowe | Międzynarodowe | Międzynarodowe | Międzynarodowe | Międzynarodowe | Międzynarodowe |
| ------------------------------------- | -------------- | -------------- | -------------- | -------------- | -------------- | -------------- | -------------- | -------------- | -------------- | -------------- | -------------- | -------------- | -------------- | -------------- | -------------- | -------------- | -------------- | -------------- |
| Zimowe igrzyska olimpijskie           |                |                |                |                |                |                |                |                |                | 2              |                |                |                |                |                |                |                |                |
| Mistrzostwa świata                    |                |                |                |                |                |                |                |                | 2              | 2              |                | 2              | 3              |                |                |                |                |                |
| Mistrzostwa czterech kontynentów      |                |                |                |                |                |                |                | 3              |                |                |                | 1              |                |                |                |                |                |                |
| GP Finał Grand Prix                   |                |                |                |                |                |                |                |                |                |                |                | 3              | 2              |                |                |                |                |                |
| GP Finlandia Trophy                   |                |                |                |                |                |                |                |                |                |                |                |                | 1              |                |                |                |                |                |
| GP Gran Premio d’Italia               |                |                |                |                |                |                |                |                |                | 1              |                |                |                |                |                |                |                |                |
| GP Grand Prix de France               |                |                |                |                |                |                |                |                |                | 1              |                | 3              |                |                |                |                |                |                |
| GP NHK Trophy                         |                |                |                |                |                |                |                |                | 1              |                |                | 1              | 1              |                |                |                |                |                |
| CS Asian Open Trophy                  |                |                |                |                |                |                |                |                |                | 1              |                |                |                |                |                |                |                |                |
| CS Lombardia Trophy                   |                |                |                |                |                |                |                |                |                |                |                | 1              | 2              |                |                |                |                |                |
| International Challenge Cup           |                |                |                |                |                |                | 2              |                |                |                |                |                |                |                |                |                |                |                |
| Międzynarodowe: Kategorie młodzieżowe |                |                |                |                |                |                |                |                |                |                |                |                |                |                |                |                |                |                |
| Mistrzostwa świata juniorów           |                |                |                |                |                |                |                | 2              |                |                |                |                |                |                |                |                |                |                |
| Zimowe igrzyska olimpijskie młodzieży |                |                |                |                |                |                |                | 1              |                |                |                |                |                |                |                |                |                |                |
| JGP Finał                             |                |                |                |                |                |                |                | 4              |                |                |                |                |                |                |                |                |                |                |
| JGP w Polsce                          |                |                |                |                |                |                |                | 2              |                |                |                |                |                |                |                |                |                |                |
| JGP we Francji                        |                |                |                |                |                |                |                | 1              |                |                |                |                |                |                |                |                |                |                |
| JGP w Armenii                         |                |                |                |                |                |                | 2              |                |                |                |                |                |                |                |                |                |                |                |
| JGP w Kanadzie                        |                |                |                |                |                |                | 4              |                |                |                |                |                |                |                |                |                |                |                |
| Asian Open Trophy                     |                |                |                |                |                |                | 1 J            |                |                |                |                |                |                |                |                |                |                |                |
| Krajowe                               |                |                |                |                |                |                |                |                |                |                |                |                |                |                |                |                |                |                |
| Mistrzostwa Japonii                   |                |                |                |                |                |                | 6              | 3              | 3              | 3              | 8              | 2              | 1              |                |                |                |                |                |
| Mistrzostwa Japonii juniorów          |                |                |                |                | 11             | 12             | 5              | 1              |                |                |                |                |                |                |                |                |                |                |
| Mistrzostwa Japonii novice            | 7 B            | 6 B            | 14 A           | 4 A            |                |                |                |                |                |                |                |                |                |                |                |                |                |                |
| Zawody drużynowe                      |                |                |                |                |                |                |                |                |                |                |                |                |                |                |                |                |                |                |
| Zimowe igrzyska olimpijskie           |                |                |                |                |                |                |                |                |                | 3              |                |                |                |                |                |                |                |                |
| Zimowe igrzyska olimpijskie młodzieży |                |                |                |                |                |                |                | 2 T 1 P        |                |                |                |                |                |                |                |                |                |                |

## Programy
| Sezon   | Program krótki (SP) | Program dowolny (FS) | Pokazy mistrzów                                                                           |
| ------- | --- | --- | ----------------------------------------------------------------------------------------- |
| 2021–22 | - When You're Smiling – Michael Bublé choreografia: Lori Nichol                                                                                      | - Gladiator – Hans Zimmer - Gladiator Rhapsody - Nelle tue mani (Now We Are Free) choreografia: Lori Nichol |                                                                                           |
| 2020–21 | - Vocussion – Sandeep Das, Joseph Gramley, Kim Dong-Won, Shane Shanahan, Mark Suter oryg. Yo-Yo Ma, The Silk Road Ensemble choreografia: Lori Nichol | - Avatar – James Horner - Jake Enters His Avatar World - The Bioluminescence of the Night - Gathering All the Na'vi Clans for battle choreografia: Lori Nichol - Władca Pierścieni – Howard Shore choreografia: Misao Satō | - Take Five – Dave Brubeck choreografia: Misao Satō                                       |
| 2019–20 | - Piano Concerto "Fate" (z filmu Castle of Sand) – Akira Senju choreografia: Misao Satō                                                              | - Tucker. Konstruktor marzeń medley – Joe Jackson - Speedway - The Trial - Toast of the Town choreografia: Misao Satō | - UpTown Funk! – Mark Ronson, Bruno Mars - BomBom – Macklemore & Ryan Lewis, The Teaching |
| 2018–19 | - Let the Good Times Roll – Fishbone oryg. Sam Theard, Fleecie Moore choreografia: Misao Satō                                                        | - Naoki Satō medley – Naoki Satō - Ryōmaden - Kaikoku choreografia: Misao Satō |                                                                                           |

## Rekordy świata
Od sezonu 2018/2019
| Kat.                                        | Data                                   | Punkty                                 | Zawody                                 | Uwagi                                                                                   |                                        |
| Rekordy świata w nocie łącznej (GOE±5)      | Rekordy świata w nocie łącznej (GOE±5) | Rekordy świata w nocie łącznej (GOE±5) | Rekordy świata w nocie łącznej (GOE±5) | Rekordy świata w nocie łącznej (GOE±5)                                                  | Rekordy świata w nocie łącznej (GOE±5) |
| ------------------------------------------- | -------------------------------------- | -------------------------------------- | -------------------------------------- | --------------------------------------------------------------------------------------- | -------------------------------------- |
| JWR                                         | 21 września 2019                       | 245,35                                 | JGP w Polsce 2019                      | Rekord został pobity przez Daniiła Samsonowa podczas tych samych zawodów (250,51 pkt.). |                                        |
| JWR                                         | 24 sierpnia 2019                       | 234,87                                 | JGP we Francji 2019                    |                                                                                         |                                        |
| Rekordy świata w programie dowolnym (GOE±5) |                                        |                                        |                                        |                                                                                         |                                        |
| JWR                                         | 21 września 2019                       | 160,63                                 | JGP w Polsce 2019                      | Rekord został pobity przez Daniiła Samsonowa podczas tych samych zawodów (163,18 pkt.). |                                        |